# Sport Club Lucena
Sport Club Lucena is een Braziliaans voetbalclub uit Lucena in de staat Paraíba.

## Geschiedenis
De club werd in 2007 opgericht in Campina Grande als Sport Club Campina Grande, kortweg Sport Campina en was eerst enkel voor jeugd van een school, maar in 2010 werd het een profclub. Na twee seizoenen in de Segunda Divisão promoveerde de club in 2013 naar de hoogste klasse van het Campeonato Paraibano, waar de club in de eerste fase al uitgeschakeld werd met slechts één punt, waardoor ze in 2015 in de terug in de tweede klasse moesten starten. In 2018 verhuisde de club naar Lagoa Seca en nam de naam Sport Club Lagoa Seca aan. In 2019 werd de club kampioen en promoveerde zo terug naar de hoogste klasse en ging de volgende jaren op en neer tussen eerste en tweede klasse. In 2024 verhuisde de club naar Lucena en werd zo Sport Club Lucena. 